# Charles-André Doudin
Charles-André Doudin (sinh ngày 12 tháng 9 năm 1986) là một cầu thủ bóng đá người Thụy Sĩ thi đấu cho Neuchâtel Xamax, ở vị trí tiền đạo.

## Sự nghiệp
Sinh ra ở Payerne, Doudin từng thi đấu cho Neuchâtel Xamax, Meyrin, Delémont, La Chaux-de-Fonds, Lugano và Biel-Bienne.